# トカサ・セニヤシ
トカサ・セニヤシ（Tokasa Seniyasi、1999年7月10日 - ）は、フィジーの女子ラグビー選手。

## プロフィール
- フィジー出身。
- ポジションはスタンドオフ(SO)[1]。
- 身長 172cm、体重 65kg

## 略歴
2021年、東京五輪の7人制女子フィジー代表に選ばれて銅メダル獲得。